# Ruby Blue (film)
Ruby Blue è un film del 2007 diretto da Jan Dunn, con Bob Hoskins, Josiane Balasko e Josef Altin.